# 日鷲神社 (南相馬市)
日鷲神社（ひわしじんじゃ）は、福島県南相馬市小高区にある神社である。旧社格は村社。

## 祭神
- 天日鷲命を祀る。
  - 「奥相志」によれば、天日鷲命、金鳶命(天加奈止美命)、天長白羽神を祀るという。

## 由緒
祭神の天日鷲命は、天孫降臨の際、瓊瓊杵尊に供奉した三十二柱のうちの一柱で、天太玉命に付き従う神である。その御姿は手には弓矢兵杖を帯び大鷲に乗り、先駆けとなって天降ると伝わる。そのため、天日鷲命は弓矢の神であり、戦の際は大鷲として顕現し軍を先導すると信仰された。
日鷲神社は、往古は下総国豊田郡沼森村に大形神社という名前で鎮座しており、平将門が下総国にいた際も篤く信仰し「鷲宮は神代より弓矢の神で、鷲は猛々しい鳥である。我が軍が敵国に攻め入れば、天日鷲命は大鷲の姿で現れて旗を導くだろう。我が軍に大利をあらしむれば、我が子孫は永く天日鷲命を守護神と致す」と祈願したという。関東地方を平定した後、平将門は天日鷲命の加護への報賽として社殿造営や神田の寄進、酉の神事を行った。
文治年間、源頼朝は下総国の「鷲宮（わしのみや）」を崇敬し、神田や神馬を寄進し開運を祈願した。相馬氏初代当主の相馬師常は治承4年（1180年）より源頼朝に従い、しばしば軍功を上げたという。文治5年（1189年）9月に奥州合戦に参戦した際、遠祖である平将門にならい鷲宮で戦勝祈願を行ったところ、大いに勲功があった。相馬師常は源頼朝より褒賞として行方郡を賜り、凱旋後は鷲宮を修繕してより篤く崇敬するようになったという。
日鷲神社は、元亨3年（1323年）頃、陸奥相馬家当主である相馬重胤が下総国（現在の千葉県北部）から行方郡へ移った際勧請され原町区太田に祀られた。相馬重胤の遠祖である千葉氏が崇敬する妙見社（現在の南相馬市の相馬太田神社）・上太田の塩竈神社もこの時期に相馬の地へ勧請され、日鷲神社は武神・天日鷲命を祀る神社として崇敬を集めていたという。貞治3年（1364年）に現在の鎮座地である小高区女場へと遷座した。勧請された当時は「鷲宮（わしのみや）」と呼ばれていたが、諸般の情勢（明治政府は皇祖神以外に「宮」の呼称を禁じた）から明治5年（1872年）に現在の社名である「日鷲神社」へ改称した。
日鷲神社には「酉の市神事」という神事があり、神社から小さな細杷（こまざらい、熊手）をいただいて幸運を祈るものである。細杷は「意のごとく家財・金銀財宝や山海の獲物をかき集める」という意味で授与され、今でも商家にその習慣が残っている。また、霜月（11月）初めての酉の日に行われる神事に早芋頭（はたいもがしら）を商ったという。早芋頭を買うことは、戦時において敵の首を捕ることにならうという。

## 境内
- 祈祷殿：参道そばにある入母屋造りの建物である。内部には四角形の護摩壇と御神座がある。境内入口の由緒書や宮司の話によれば、護摩壇は二分割構造になった珍しいもので、昔は出張祭典の際にこの護摩壇を折りたたんで運んで祈祷を行なっていたという。現在は壊れないようにするために分割できないよう改修されているという。
  - 相馬郡内には神社の境内に祈祷殿がある神社が多い。これは、江戸時代に相馬中村藩主の相馬昌胤が吉田神道を学び、藩内の神社へ広めたことの影響だという。

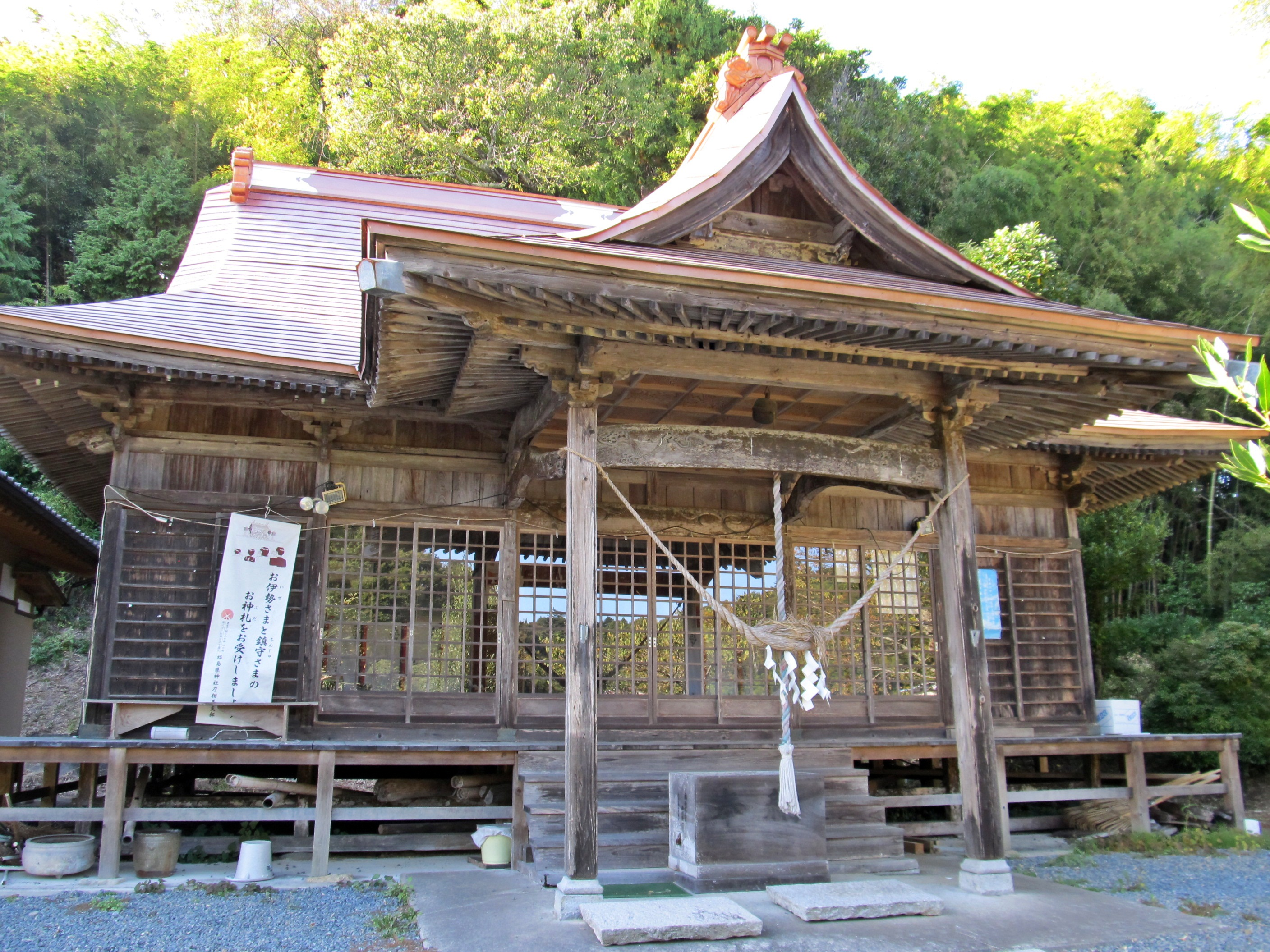
日鷲神社祈祷殿
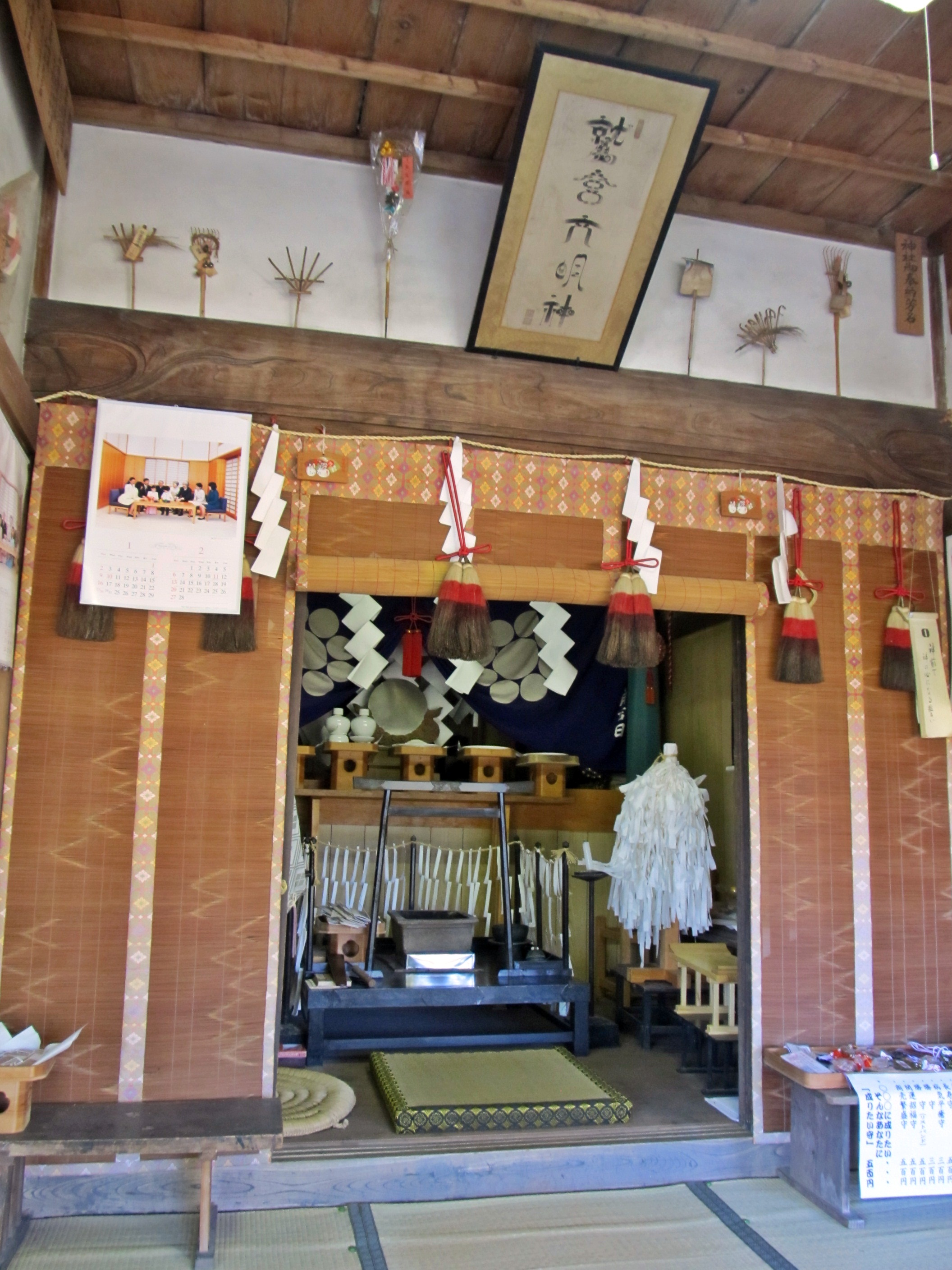
祈祷殿内部
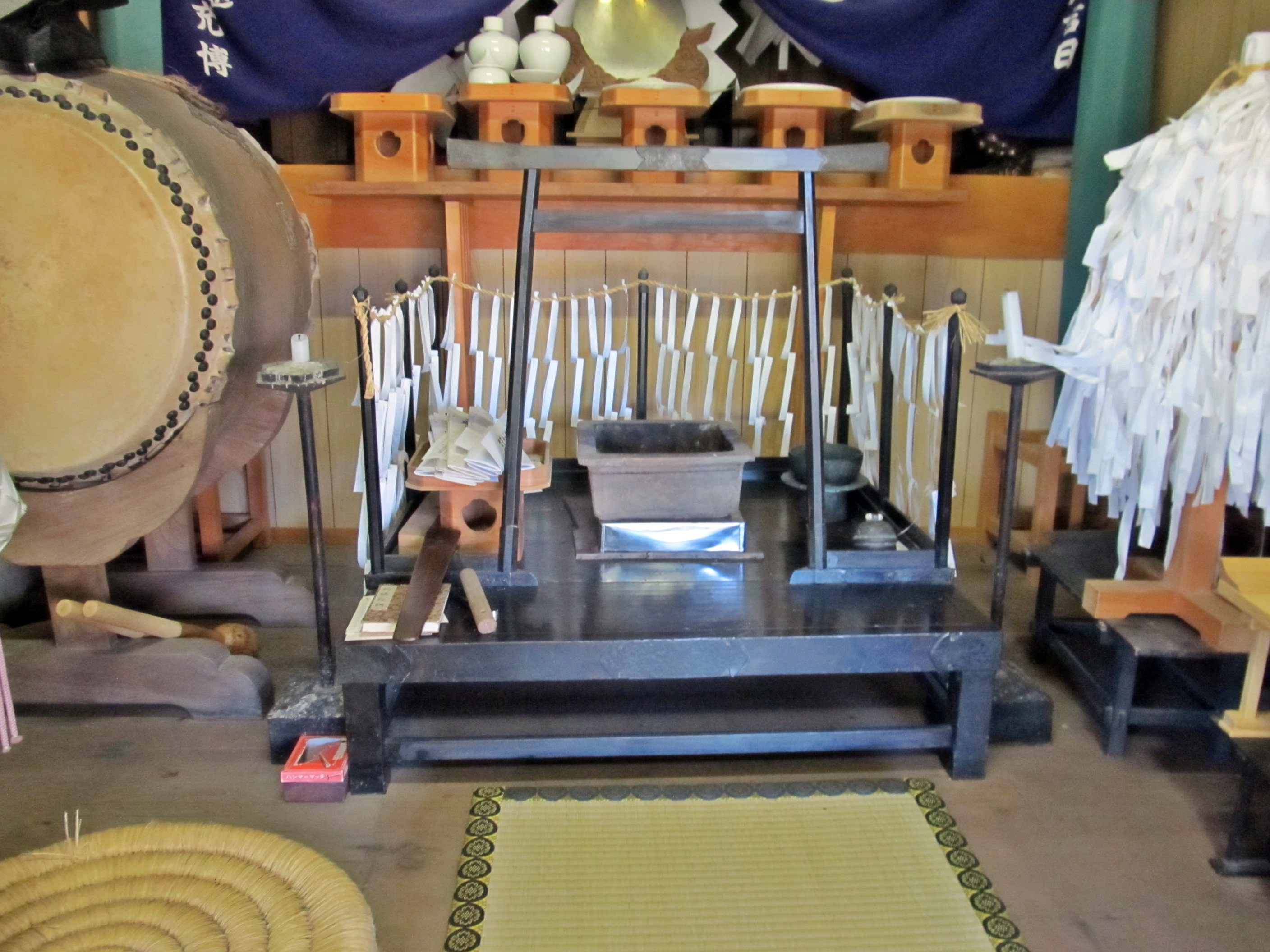
祈祷殿内の護摩壇と御神座 護摩壇は中央から折りたたんで移動できたという

- 参道：参道の石段は、文政12年（1829年）に当時の神官である西山政友が自力で造営したものであり、一の石段と三の石段は当時のものである。なお、現在の宮司社家も西山家が奉斎している。

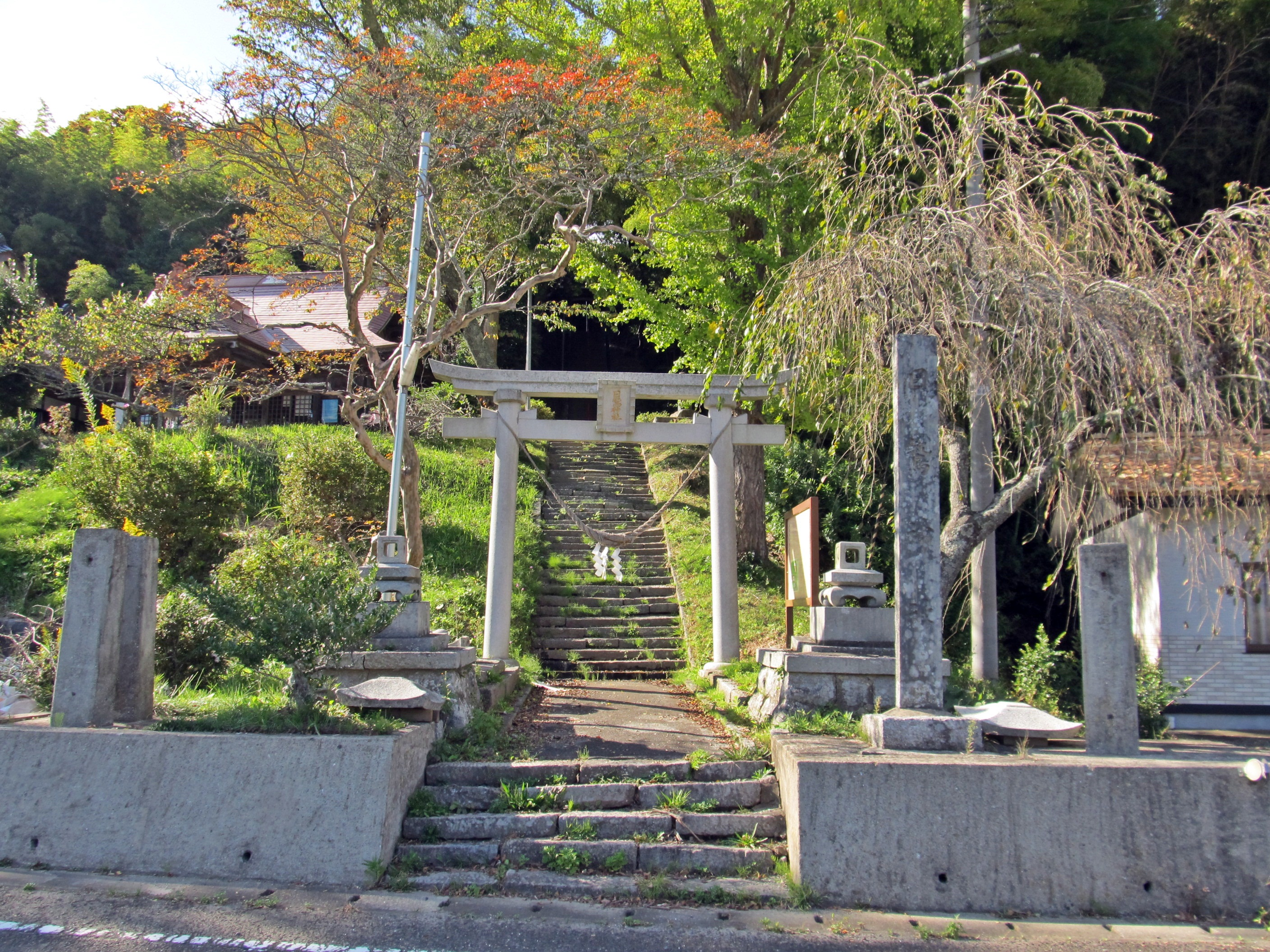
日鷲神社鳥居と石段
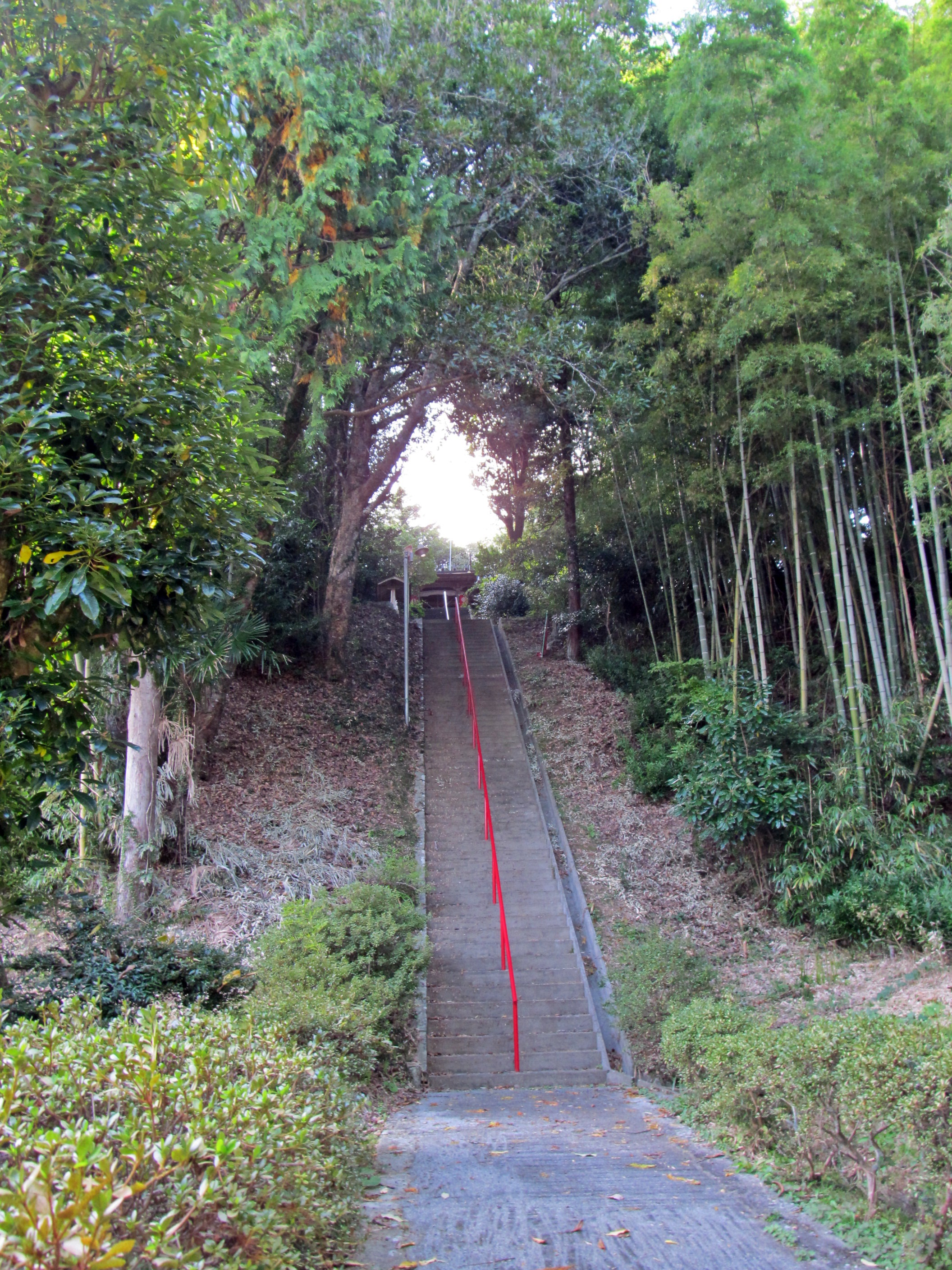
日鷲神社参道と石段

- 社殿(拝殿・幣殿・本殿)
  - 一間社流造の本殿は、弘化3年（1847年）に造り替えられたもので、以前は茅葺であった。1989年（平成元年）に銅板屋根へと改修された。

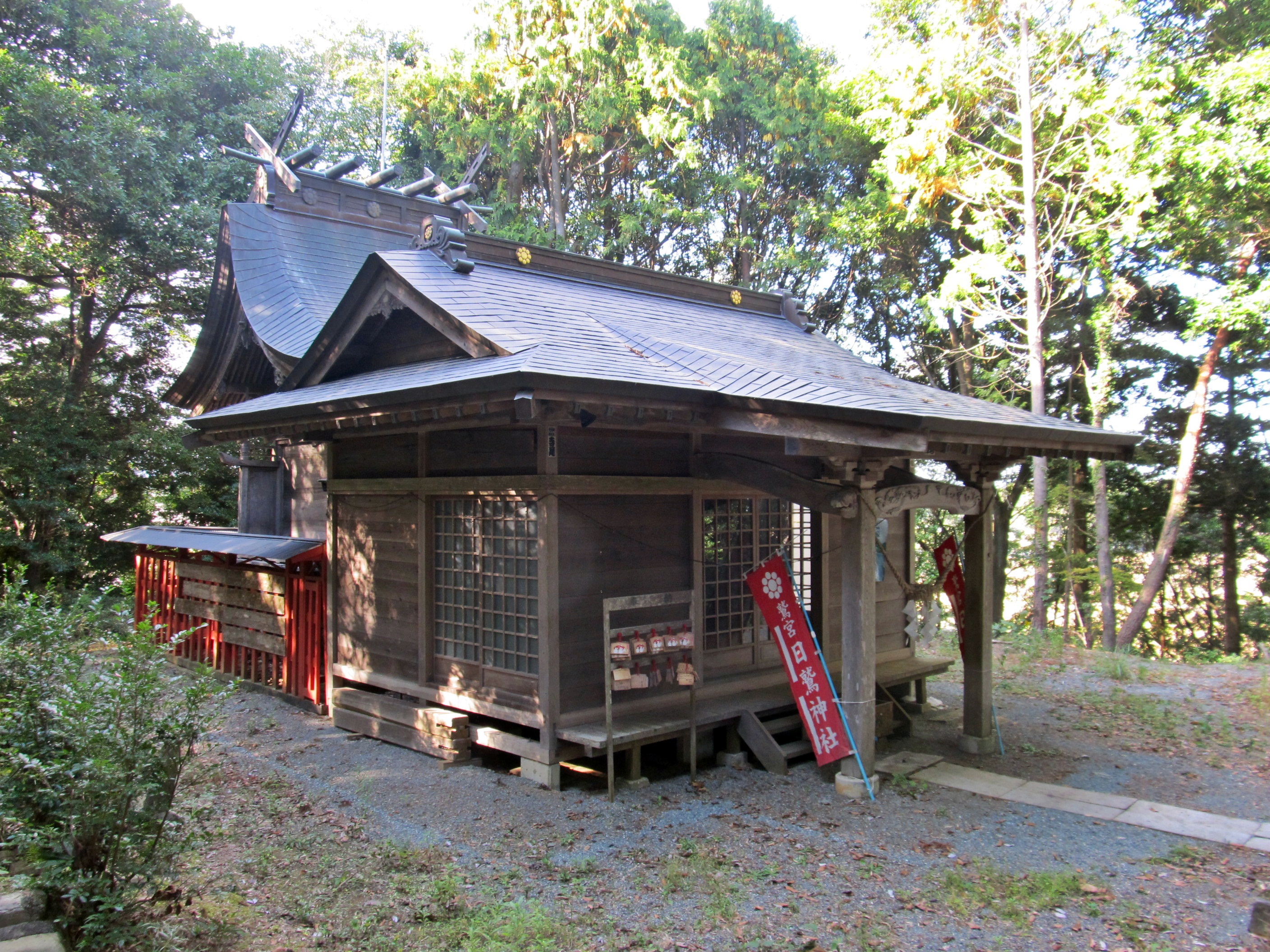
日鷲神社社殿
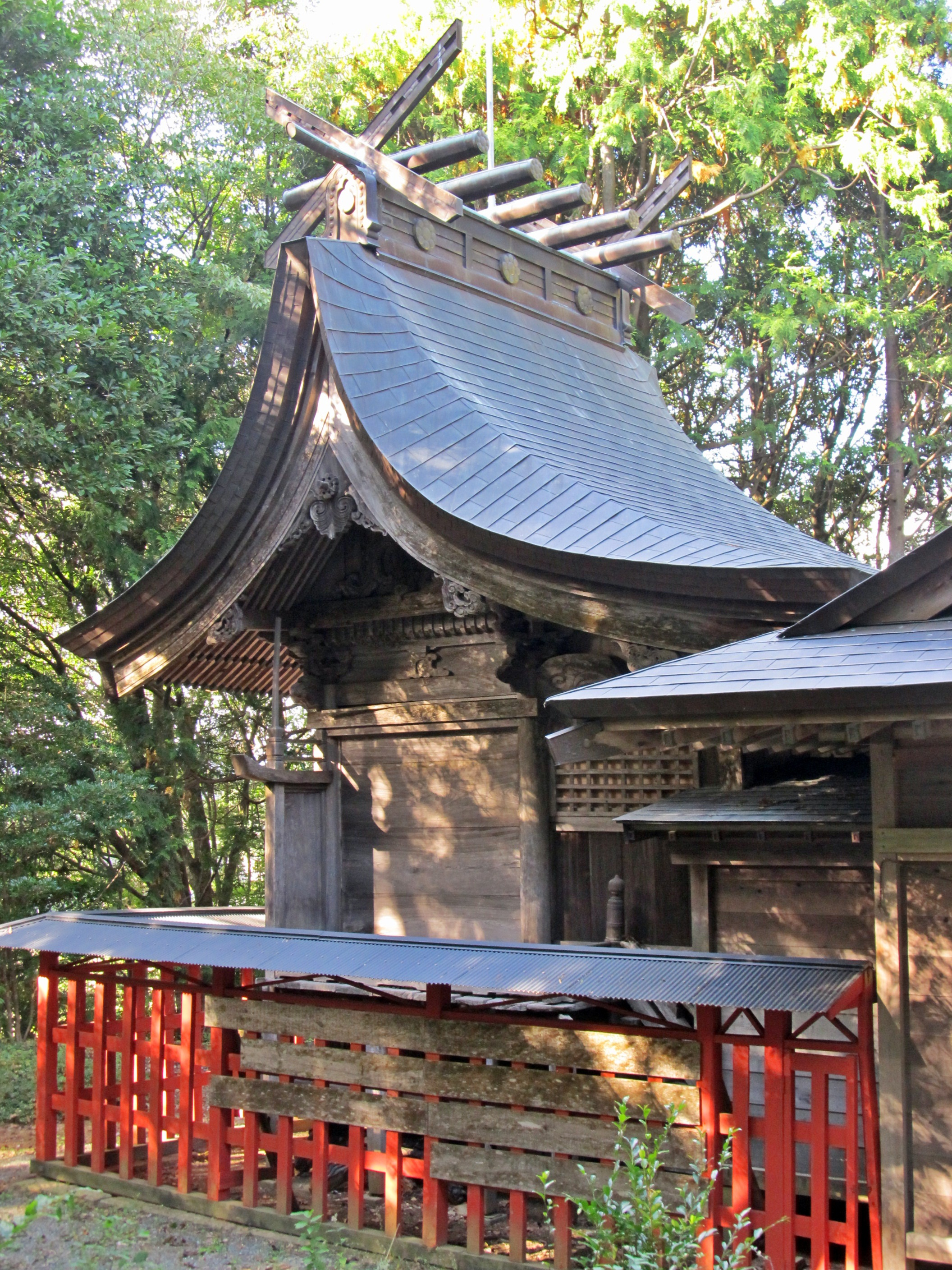
一間社流造の日鷲神社本殿

- 境内社として、子安神社（祭神：木之花咲耶姫命）、山津見神社（祭神：大山祇神）、養蚕神社（稚産霊神・保食神）、道祖神が鎮座している。

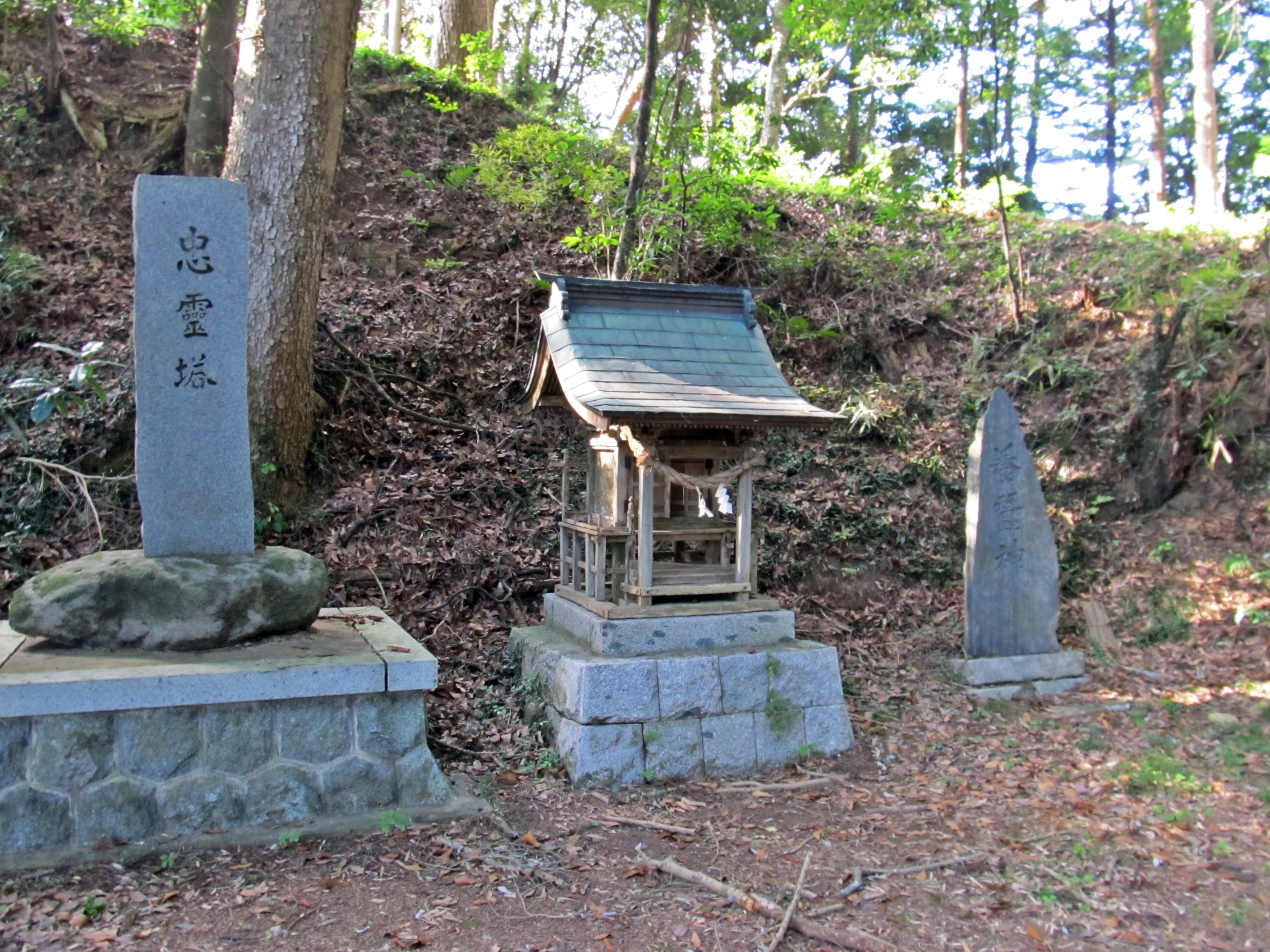
子安神社・養蚕神社
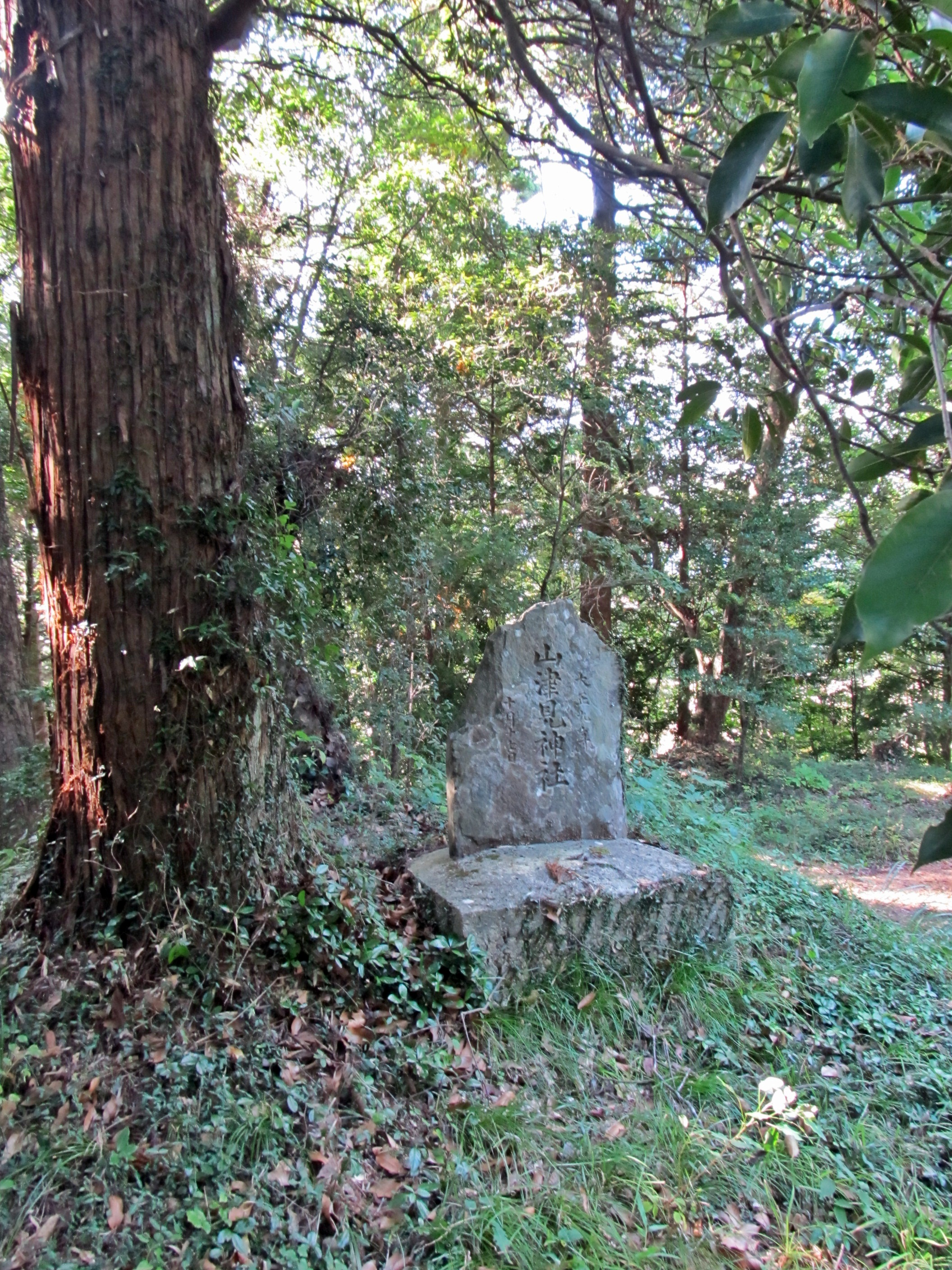
山津見神社の石祠

- 女陰石：道祖神石碑の隣に置かれた石で、女陰の形に似ていることから「女陰石（ほといし）」と名付けられている。道祖神として信仰されており、子孫繁栄・夫婦円満の象徴とされている。

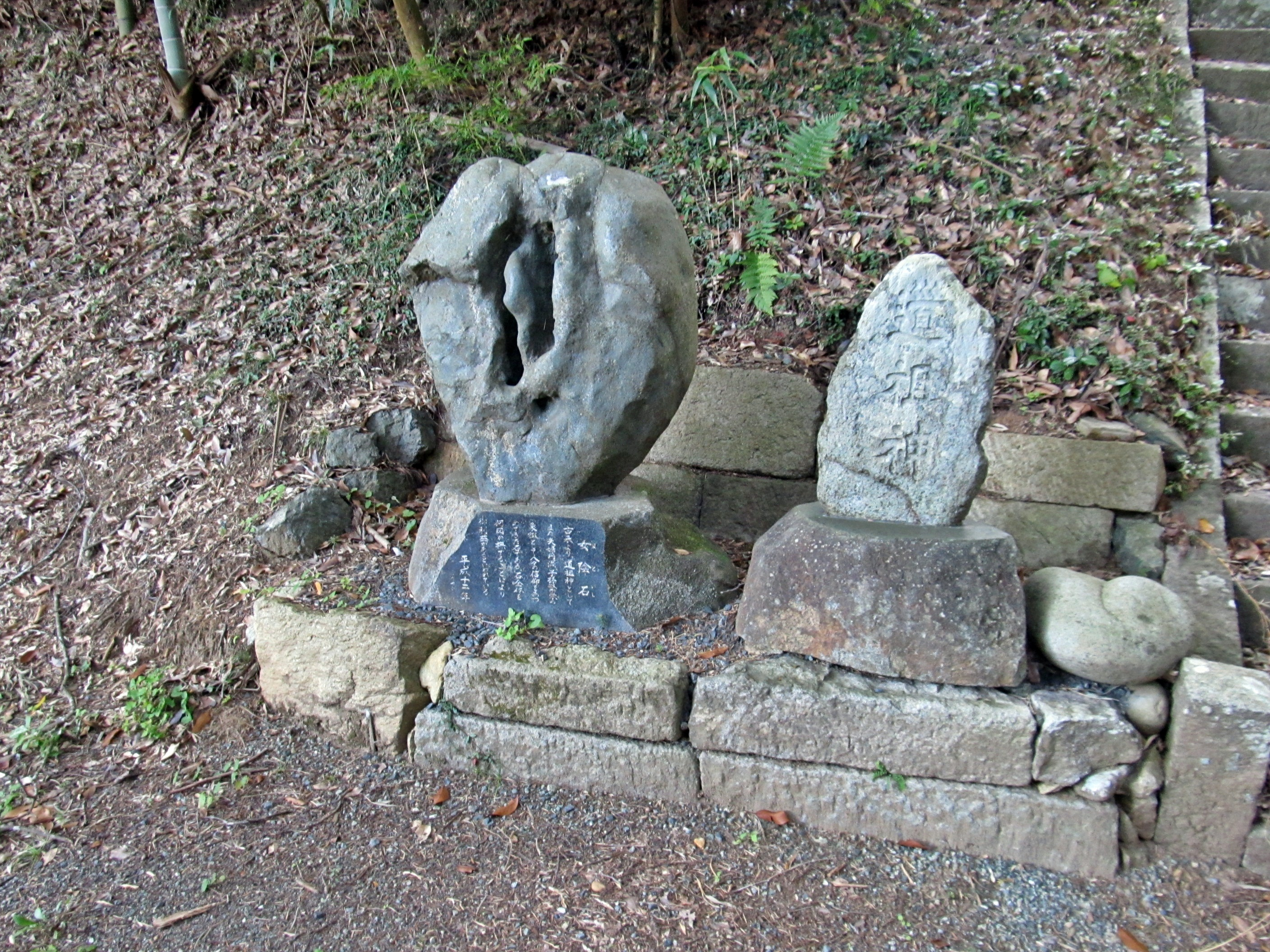
道祖神石碑と女陰石